# Jan Jansz van de Velde III
Jan Jansz. van de Velde III ou Jan van de Velde III (1620, Haarlem - 10 juillet 1662, Enkhuizen) est un peintre néerlandais du siècle d'or. Il est connu pour ses peintures de natures mortes.

## Biographie
Jan Jansz. van de Velde III est né en 1620 à Haarlem aux Pays-Bas. Il étudie la peinture auprès de son père Jan van de Velde. Il se spécialise dans la peinture de natures mortes et son style est influencé par le peintre Willem Claesz Heda. Il est actif à Haarlem, ensuite à Amsterdam, à partir de 1642 l'année de son mariage, et enfin à Enkhuizen, l'année de sa mort. Vers 1620, il est le professeur du calligraphiste Nicolaes Bodding van Laer, le jeune frère de Roeland et Pieter van Laer.

## Œuvres
- Nature morte avec roemer, citron pelé, les moules et les noix (1639-1662), huile sur panneau de bois, 63 × 47 cm, Musée national de Varsovie (MNW)[2]
- Nature morte avec verre de bière (1647), huile sur bois, 64 × 59 cm, Rijksmuseum, Amsterdam[3]
- Nature morte avec verre de vin, flûte à champagne, pot de terre et pipes (1651), huile sur toile, 70 × 91 cm, Rijksmuseum, Amsterdam[4]
- Nature morte avec cruche en terre, cartes et pipes, Musée des beaux-arts de Budapest

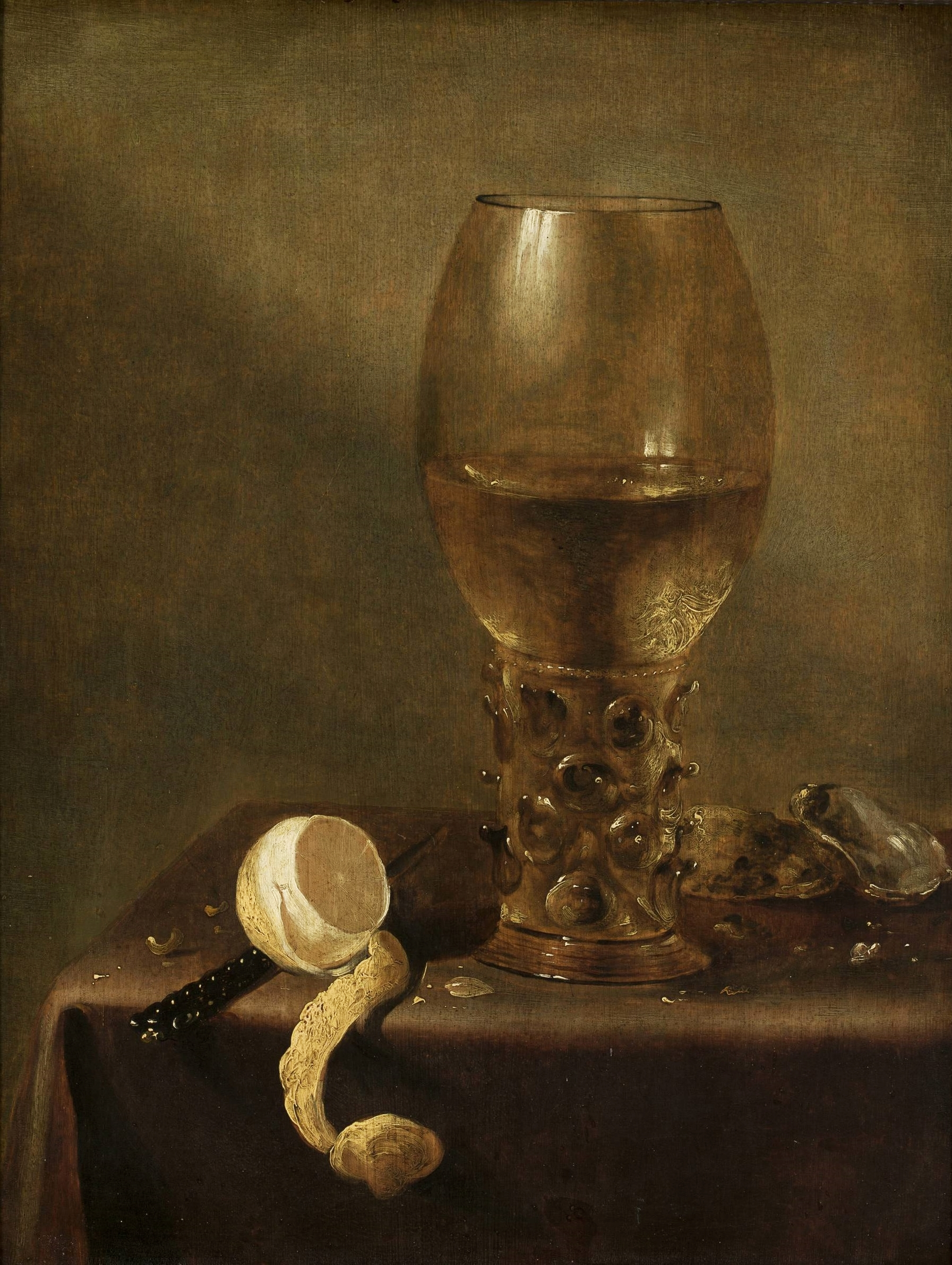
Roemer et citron (1639-62) Musée de Varsovie
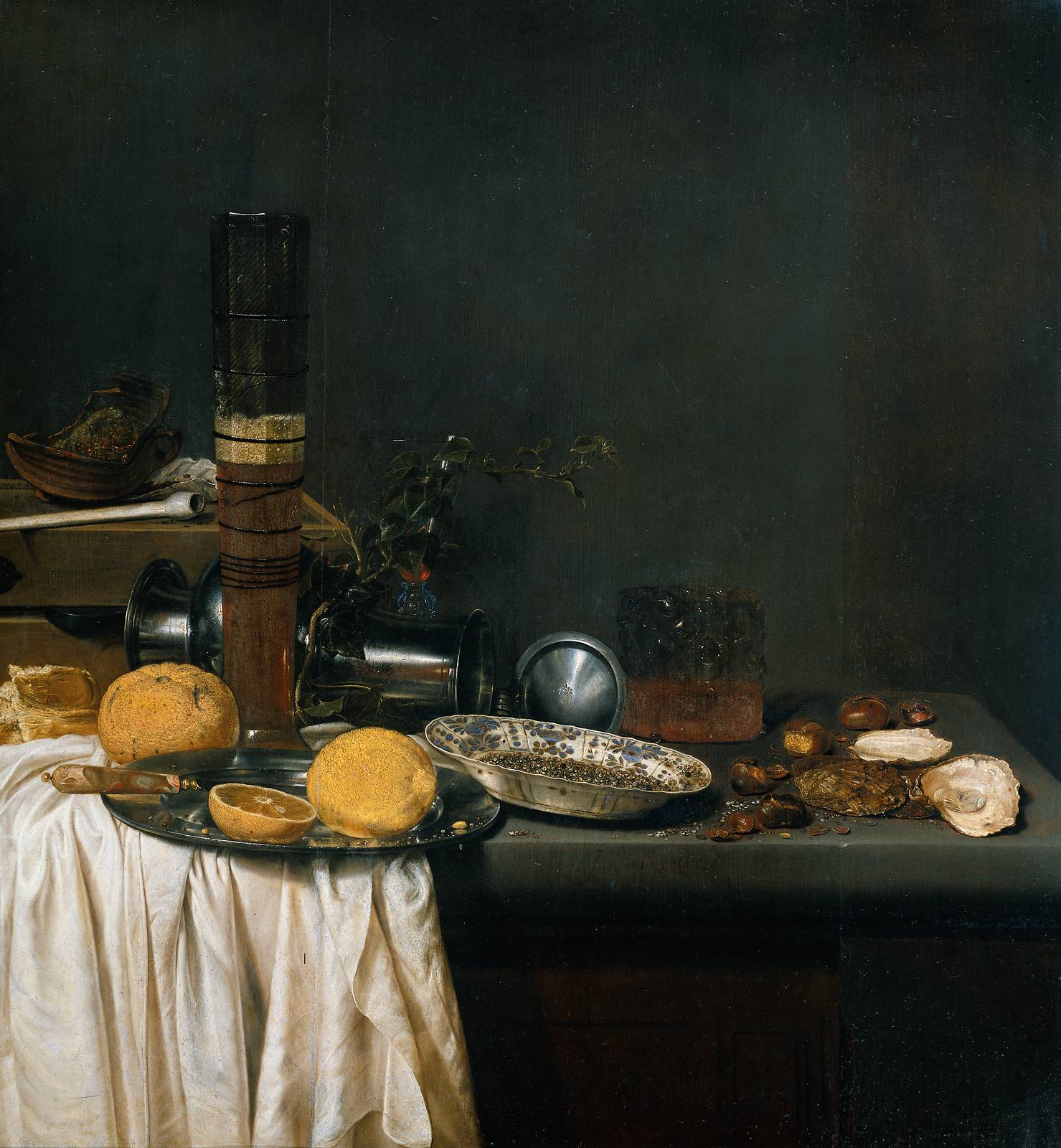
Verre de bière (1647) Rijksmuseum
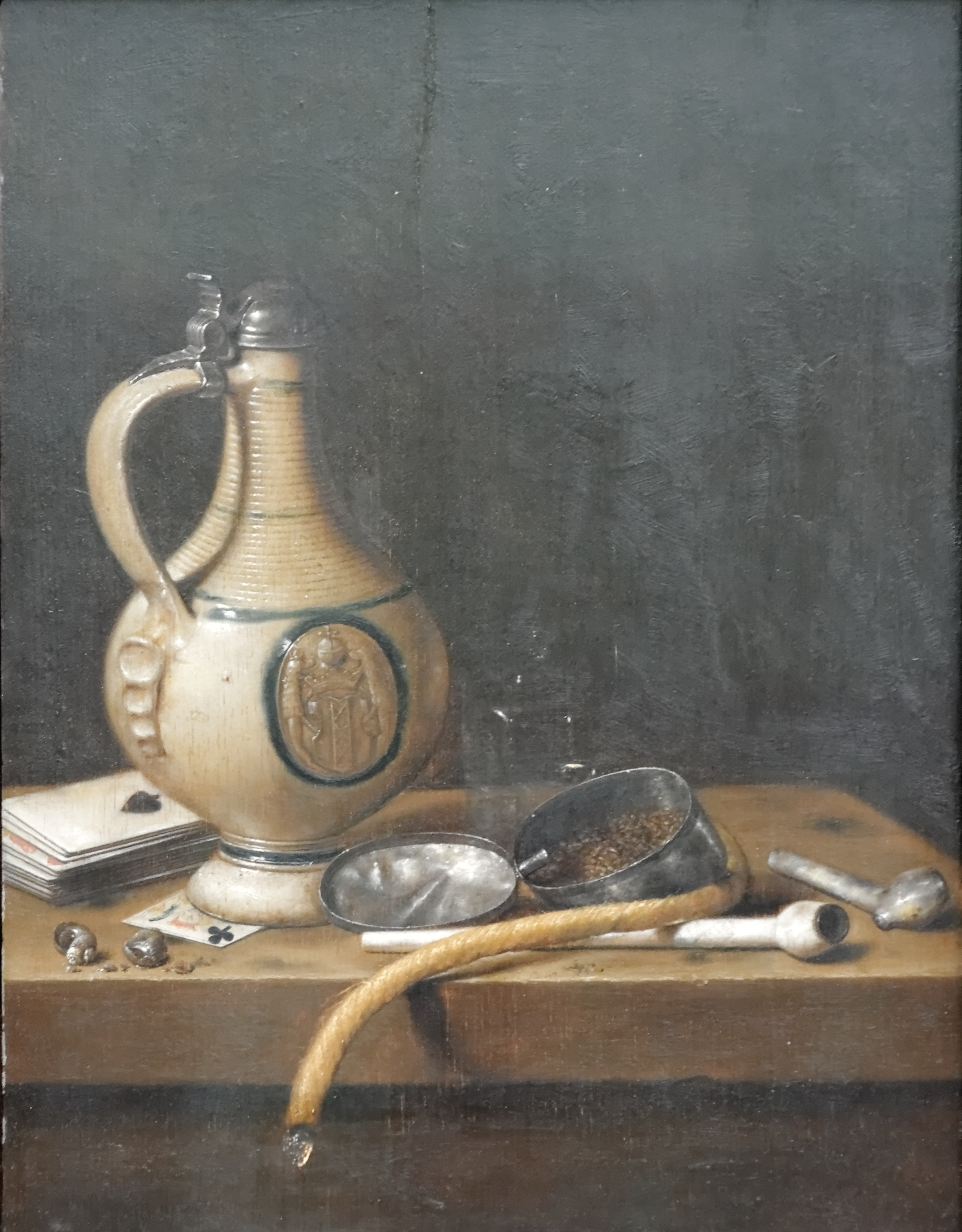
Nature morte avec cruche en terre (vers 1650) Budapest